# 星うらないキラキラ
星うらないキラキラ（ほしうらないキラキラ）は、1983年（昭和58年）12月から翌1984年（昭和59年）1月にかけて、NHKのみんなのうたで放送された曲。作詞・作曲：みなみらんぼう、編曲：千代正行、歌：中島義実。アニメーションは田中ケイコ。
『山口さんちのツトム君』で知られるみなみらんぼうが、12星座の性格をユーモラスに作詞した歌である。
『みんなのうた』で、12星座をテーマにした楽曲は、1978年12月に放送された「ホロスコープ〜あなたの星座〜」以来、5年ぶり2作目となる。
歌は牡羊座から順に歌われているが、双子座と蟹座の順番は逆になっている。